# Banca Română de Scont
Banca Română de Scont a fost fondată la Brașov în anul 1996, cu un capital de 50 de miliarde ROL, sub denumirea Banca Comercială ASTRA SA având ca acționar principal Fondul Proprietății Private III Transilvania (viitorul SIF 3 Transilvania). Banca a avut 38 de fondatori, adică 10 societăți comerciale și 28 de persoane fizice, respectiv: SIF Transilvania (fostul FPP III Transilvania), Prescon, Fartec, Romradiatoare, Bere Aurora, Prems, Poiana Brașov SA, iar ca persoane fizice: Gheorghe Fulga, Romulus-Ion Moucha, Alexandru Popa, Mihai Fercală, Alexandru Ionaș, Mircea Bucur, Puiu Vladimir, Florian Firu, Vlad Mărgineanu, Ioan Neculaie, Otilia Neagoe, Panait Niculescu, Gheorghe Seghete, Ioan Seche, Filip Tiberiu și Cristian Tatar.
Prin intermediul lui Gheorghe Fulga, în anul 1998 banca ASTRA este preluată de grupul Gelsor controlat atunci de afaceristul Sorin Ovidiu Vîntu și redenumită Banca Română de Scont. Din acest punct Sorin Ovidiu Vîntu uzează de relațiile sale și determină o serie de societăți importante să-și transfere o parte din conturi la Banca Română de Scont, inclusiv banii Societății de Asigurare-Reasigurare Astra SA. În aceste condiții societățile Astra Asigurări, Poșta Română și Fondul Proprietății Private 4 Muntenia (SIF 4 Muntenia) deschid depozite la BRS de peste 12,5 milioane USD. După ce conturile băncii au fost fluidizate cu capital, în octombrie 2001, BRS este vândută de Gelsor afaceristului Mihai Iacob patronul Dramiral Group.

## Ancheta Băncii Naționale a României
Banca Națională a României ordonă Direcției de Supraveghere Bancară demararea unei anchete la Banca Română de Scont. În aceste împrejurări, directorul Direcției de Supraveghere din cadrul BNR, Nicolae Cinteză confirmă existența unei liste ce cuprinde 26 de persoane fizice care au beneficiat de credite de la Banca Română de Scont (BRS). Sumele acordate de bancă acestor persoane fuseseră utilizate pentru achiziționarea unor acțiuni necotate în Piața Rasdaq sau la Bursa de Valori București (BVB).
Datorită presiunilor mediatice Banca Națională prin Nicolae Cinteză lansează în presă mai multe ipoteze privind devalizare BRS, încercând astfel să se disculpe. Cinteză dezvăluie că anumiți clienți au fost complici la devalizare alături de conducerea Băncii Române de Scont: "Numărul de clienți în conturile cărora s-a umblat este limitat. Munca a fost îngreunată deoarece nu toți clienții băncii au răspuns la solicitarea făcută de bancă. Circuitul identificat de noi arată că sumele au fost înregistrate în conturile personale ale persoanelor respective. Dacă și-au ridicat extrasele de cont înseamnă c-au știu și nu ne-au sesizat" a explicat Nicolae Cinteză.
În urma anchetelor întreprinse de autorități, în ianuarie 2002, magistrații Tribunalului Municipiului București au emis mandate de reținere de câte 30 de zile pentru următoarele persoane implicate: Theodor Nicolăescu (fostul președinte al BRS), Constantin Naforniță (administratorul SIVAMO), Lucian Burghelea (fost șef al Biroului Plasamente la ASTRA), Marian Dan Dumitru SĂFTESCU (fost director economic executiv la aceeași societate), Răzvan Eugen Hartinovici (fost președinte al societății de asigurări ASTRA).

## Controverse
Banca Română de Scont a făcut parte, alături de Banca de Investiții și Dezvoltare, dintr-o rețea construită în jurul grupului Gelsor (fondat de omul de afaceri Sorin Ovidiu Vântu) care a devalizat compania Astra Asigurări de aproape 18 milioane dolari.
În martie 2010, fostul director al BRS, Teodor Nicolăescu și directorul Dramiral Group, Mihai Iacob, au fost trimiși în judecată de procurorii DIICOT, pentru o înșelăciune de 135 de miliarde lei vechi cauzată RAFO Onești.
Aceștia au fost acuzați că au comandat produse petroliere pe care nu le-au plătit.
Rafinăria Rafo a livrat către firma lui Iacob produse petroliere în valoare de 160 miliarde lei.
Iacob știa că firma sa nu avea banii necesari pentru a onora plata respectivă și l-a instigat pe Nicolăescu să elibereze un extras de cont fals, pentru a convinge RAFO că dispune de acești bani.
Singura plată care s-a făcut către Rafo Onești este în valoare de 25 miliarde lei.